# Anisorrhina algoensis
Anisorrhina algoensis är en skalbaggsart som beskrevs av John Obadiah Westwood 1842. Anisorrhina algoensis ingår i släktet Anisorrhina och familjen Cetoniidae. Inga underarter finns listade i Catalogue of Life.